# 元朗足球會

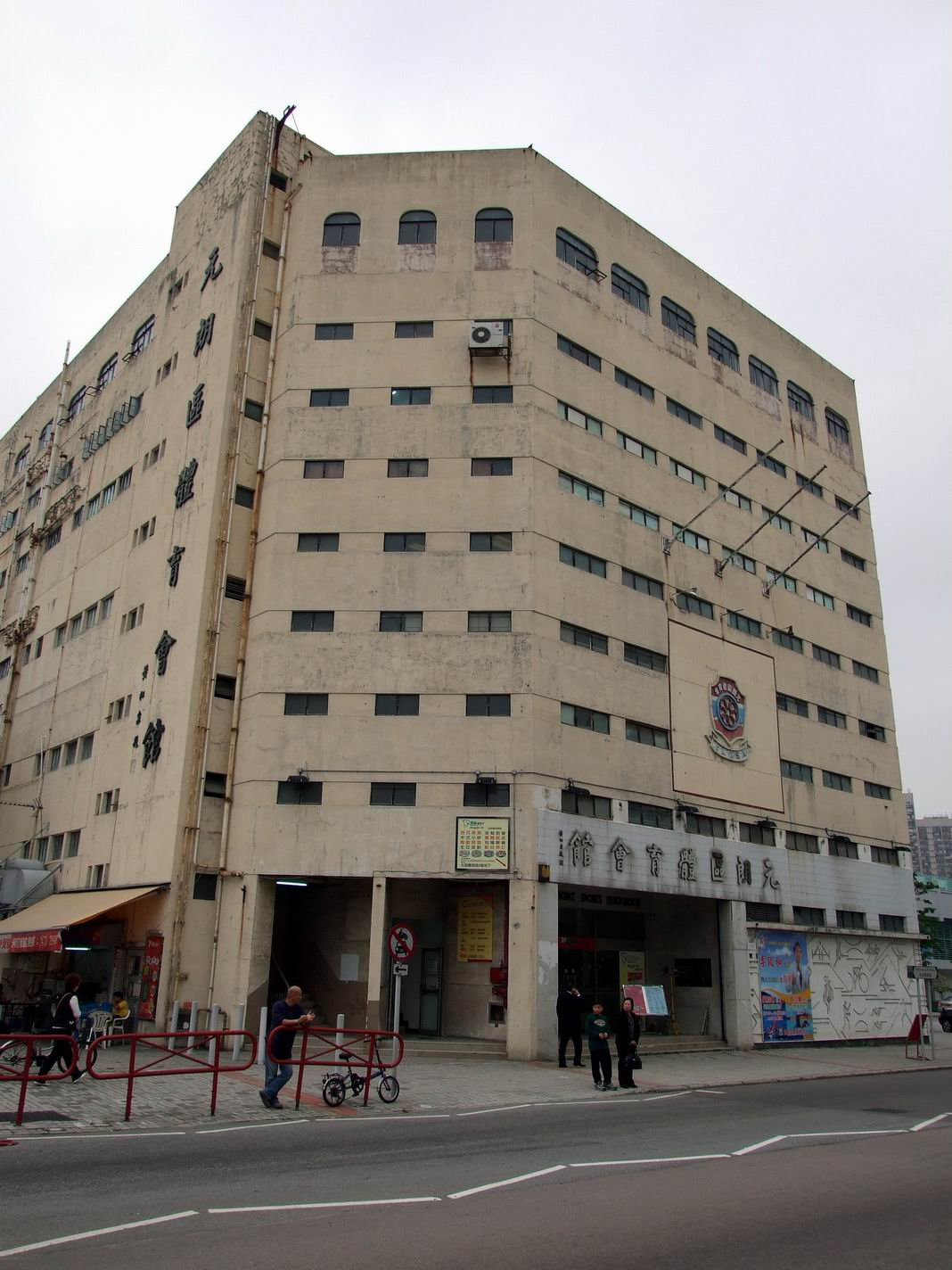
舊元朗區體育會館

元朗足球會（英語：Yuen Long Football Club）是香港一間足球會，為成立於1958年的元朗區體育會旗下的足球隊。1961–1962年球季首次在港甲作賽，並於1962–1963年球季勇奪甲組聯賽冠軍，是球會歷史上的唯一頂級聯賽錦標，於1980年退出聯賽。2002年，重組成地區球隊，2012–2013年球季贏得乙組冠軍後，重返頂級聯賽。元朗足球會亦是港超聯的創始成員之一，在首季以第6名完成。2020年，受到新冠疫情影響而退出港超聯。現時，元朗在香港甲組聯賽角逐，自2018–2019球季起以「佳聯元朗」（英語：Best Union Yuen Long）名義參賽。

## 球隊歷史
1958年，一班熱愛體育運動的元朗區人士合力成立元朗區體育會，旨在推動地區體育活動。1961年，組成第一屆董事會，並於1971年註冊為「有限公司」，會址位於元朗體育路8號。
元朗區體育會成立初期，得到熱心的地區人士支持，建成元朗大球場，並於1973年籌建體育館大廈，獲趙聿修及王少清各捐 50 萬元為先導，再得到香港政府康樂體育委員會及地方賢達資助，共籌得建築費近 400 萬元。1974年4月15日，舉行奠基儀式，並於1978年4月18日由當時的港督麥理浩爵士主持開幕典禮。

### 甲組隊時期（1960年–1980年）
1960–1961年度球季，元朗獲得香港乙組足球聯賽亞軍，得以首次升上甲組聯賽角逐。升班後的第二個球季，即1962–1963年球季，元朗在班主趙不弱、陳瑤琴伉儷支持下，便奪得球隊史上首項重要錦標——香港甲組足球聯賽冠軍。
在1967–1968年度球季，元朗由名宿朱永強執教，擁有莫振華、陳鴻平、陳輝洪、郭錦洪、周少雄、袁權韜、鄭國根、何新華等球星，在高級銀牌初賽以 2–0 淘汰消防，八強再以 1–0 險勝電話，四強以 3–0 大勝星島，殺入高級銀牌決賽，憑袁權韜、陳鴻平上下半場各建一功，並以 2–0 擊敗東昇，奪得球隊歷來首項甲組盃賽錦標。
1968年夏天，元朗邀得已年屆 40 歲的「香港之寶」姚卓然加盟，擔任教練兼球員。1969年5月4日，聯賽煞科戰對流浪，姚卓然完場前兩分鐘入球，協助元朗險勝 4–3，獲得1968–1969年甲組聯賽殿軍，姚卓然賽後亦正式宣告退休。
踏入1970年代，元朗雖然聯賽戰績欠佳，連年捲入護級漩渦，但1978–1979球季，元朗雖然在聯賽 12 支球隊只排名第 10，卻以「全華班」姿態殺入香港足總盃決賽，面對該屆所有賽事未嘗一敗的班霸精工，雙方激戰 120 分鐘踢成 2–2 平手，元朗憑互射十二碼以總比數 5–4 勝出，爆冷奪得冠軍，更打破精工全季不敗兼囊括所有錦標的美夢。奪標後，元朗於元朗大馬路舉行勝利巡遊，場面熱鬧，成為香港球壇經典爆冷戰役。
可惜於1980年，元朗因為缺乏班費，宣布退出聯賽。

### 地區球隊時期（2002年–2013年）
2002–2003年度，香港足球總會改革乙丙組賽事，吸納地區球隊並促使球員年輕化，藉以提昇香港足球運動。元朗區議會應邀參加，於2003–2004球季加入香港丙組（地區）足球聯賽，由元朗區體育會籌辦。
元朗於2008–2009年度香港丙組（地區）足球聯賽，以 14 戰 6 勝 1 和 7 負得 19 分，名列第 8 名完成賽季。
2009年7月1日，正式與同屬元朗區的甲組聯賽球隊天水圍飛馬結盟，並羅致前一屆效力屯門普高的中場球員張天德，前港青球員楊啟俊與及前甲組球員朱兆銘，增強實力爭取升班，最終以 13 戰 10 勝 2 和 1 負得 32 分，獲得季軍，是球隊近年最佳成績。因乙組聯賽擴充隊數，獲邀請升上乙組作賽。
2010–2011年度球季，元朗陣中只得前甲組球員袁浚東、香港學界足球精英賽最有價值球員李樹烊稍具名氣，大部分時間在護級漩渦掙扎，憑藉最後一場聯賽以 3–0 大勝標準錶針，最終以一分壓過福建，升上乙組聯賽第 10 位，宣告護級成功。
2012–2013年球季，羅致董浩然、吳國熙、羅詠麟、燕鳴昊、吳昊鵬、侯慶裕、游錦良、葉志豪、劉志強、陳嘉晉、余浩邦、袁立翔等多名前甲組球員，配合外援球員法比奧、友友、董雅濤，增強球隊實力，銳意爭取升班重返甲組聯賽角逐。
2013年1月27日，在香港大球場舉行的香港足球初級銀牌賽決賽，以6-2大勝另一支新界地區球隊葵青，首次贏得初級組銀牌賽冠軍。
元朗區議會於2013年2月26日會議上通過，元朗區足球隊於下季由新成立及獲得批准註冊為社團的元朗足球會接手籌辦，代替放棄籌辦地區足隊的元朗區體育會。
2013年4月7日，元朗於第17輪乙組聯賽作客以2-0擊敗港會，以45分排榜首，領先第四位35分的愉園10分，提早三輪鎖定升班資格，教練陳浩然表示，下屆將會重用華人升班功臣為班底。

### 天行元朗時期／重返頂級聯賽（2013年-2016年）
2013–2014年度球季，球隊升班至甲組後，由天行國際冠名贊助，易名為天行元朗，球衣胸前廣告為當地的律師事務所王潘律師行(Wong & Poon Solicitors)。首季他們便羅致不少甲組球星，包括鋒將蘇沙、後衛美亞和曾效力南華的趙俊傑等。
2013年10月27日，球隊於第 7 輪聯賽以 3–1 擊敗日之泉JC晨曦，取得重返甲組以來首次主場勝利。在首個球季，由於屯門及愉園因假波案被逐出甲組會，元朗提前宣布保住頂級聯賽資格，最終他們以第 7 名完成聯賽。
2014–2015年度球季，隨著香港超級聯賽的成立，取代香港甲組足球聯賽成為頂級聯賽，元朗亦成為港超九支創始球隊之一。球隊繼續獲贊助商冠名，以「天行元朗」（I-Sky Yuen Long）名義參賽。球隊在此季取得聯賽第6名。
2015–2016年度球季，球隊羅致多名年輕港腳，但亦同時放走趙俊傑、蘇來強等本地球星，領隊「飛碟王」陳浩然亦告離隊，將由前南區，教頭馮凱文接任新帥。2016年4月24日，主場 4–1 擊敗黃大仙，宣告護級成功。
2016年5月15日，元朗事隔近40年再次殺入香港足總盃決賽，雙方實力有一段距離，飛馬在元朗之上上。元朗是首開紀錄一方，但不久便被飛馬追平，90分鐘賽和 1–1。加時內很多元朗球員已經抽筋，只用意志力頂至互射12碼，飛馬是先射失12碼一方，後元朗兩球12碼被撲反勝為負，互射十二碼以總比數負 4–5，冠軍就這樣擦身而過，只能屈居亞軍。

### 巴士公司贊助時期（2016年-2018年）

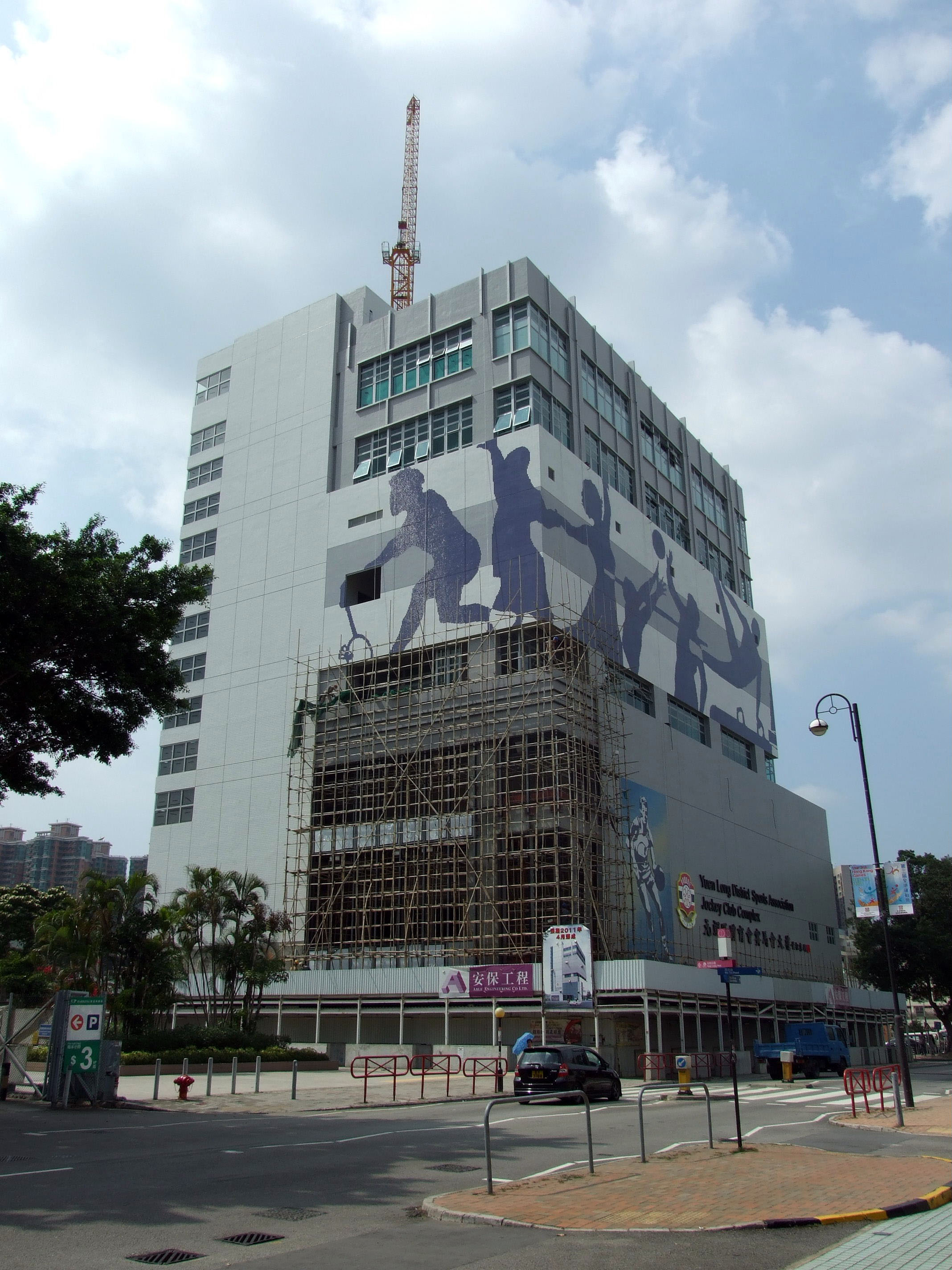
元朗區體育會賽馬會大樓

2016–2017年度球季，管理層及教練團重組。會長梁志祥離任，王威信改任會長，郭靜然任主席，曾昭達升任主教練，成為港超最年輕教練，只有27歲。前公民球員陳文俊做助教，徐志豪做體能顧問，梁卓長回巢再任守門員教練。
2016年8月19日下午2時，載通管理有限公司和元朗足球會，舉行簽約儀式，會冠名贊助7位數港元。新球季會以「九巴元朗」出戰港超聯，載通管理有限公司派出商務總監唐東明做公司代表，在記者會唐生更透露九龍巴士有限公司從公司萬多位員工中挑選四位精英員工加盟元朗足球會，包括兩名車長，分別是 13 號後衞廖志標、14 號右翼關成宗、曾經是星島足球隊青年軍的車務督察 17 號翼鋒孫志聰，他、一名維修學徒 33 號前鋒吳卓軒，他們以全職身份加盟九巴元朗足球會。
2017–2018年度球季，由於贊助商九巴決定自组球隊參與香港丙组聯賽，不再贊助元朗足球會，不過仍以旗下另一公司陽光巴士名義冠名贊助將以「陽光元朗」的名稱角逐港超，原有外援班底只留狄卡奧與雲迪奴域，新簽的有艾華頓和祖連奴，華將有借用自傑志的門將陳嘉豪替代離隊的王子聰，並獲葉頌朗重投及提拔了黃晉軒而西班牙著名體育用品品牌KELME新一季開始將會成為球隊球衣贊助商，雙方合作領域包括超聯隊及青訓梯隊。
2017年–2018年：香港高級組銀牌奪冠
銀牌抽籤出爐，幾乎無人認為元朗有力一戰，晉級都困難。八強發生了小爆冷，元朗戰至加時4–2反勝大埔。四強對手是當時未曾輸波的傑志，在外界一切不看好情況下，雖被傑志先入球，後被葉頌朗追平，戰至加時艾華頓連入2球，元朗3–1反勝傑志將其淘汰出局，誕生該賽季最大爆冷戰役。
決賽又一大爆冷出現。東方曾一度圍攻元朗，及後一個反擊艾華頓為元朗領先，下半場不久祖連奴更攻入第2球，法比奧亦兩度護空門，最後由劉浩霖攻入第3球鎖定勝局，以3–0大勝東方。睽違50年之後再次贏得高級組銀牌冠軍，一嘗重返頂級聯賽後第一個冠軍，並成功阻止傑志全季錦標大滿貫。

### 佳聯元朗時期（2018年–2020年）
2018–2019年球季，因為主贊助商陽光巴士退出，元朗隊需要延期答覆是否參與本屆賽事，傳出「投降」危機。經新贊助商注資後，元朗維持參賽港超聯決定。事件觸發教練曾昭達與大部份球員轉會，同時中場葉頌朗退役，僅能保留現有班底及簽入本土年青球員應戰。球隊於6月公佈新主教練人選是香港U23代表隊主教練郭嘉諾。他會完成在2018年亞洲運動會代表隊工作後正式上任。
球隊於2018年7月15日的首個公開活動公佈第一批加盟球員，包括葉嘉宇、謝偉俊、陳柏衡，以及外援基爾頓、卡立、慕沙。2018年8月25日晚上7時正管理層及球員在元朗大會堂正式公佈來季球員名單，正式開操。元朗該季班費只有七百萬港元，以青春班角逐聯賽，以護級做目標。元朗於2018年12月27日在官方facebook宣布王睿加盟，為香港超級聯賽改制後第一名（歷史第三名）加盟香港本地球會的中華台北代表隊球員。
2019年3月初，公佈簽入在瑞士足球挑戰聯賽基亞索回流前鋒卓耀國加強攻力。2019年4月尾，季中加盟的前鋒卓耀國因紀律問題、遭球會解僱。
菁英盃有幸殺入決賽，決賽中先落後2球再於第89分鐘憑羅振庭射入追平理文，然而加時下半場基斯被紅牌趕出後，守不住理文角球，最終輸2-3飲恨。
2019–2020球季起，由於原教練郭嘉諾轉任和富大埔教練，佳聯元朗改由前公民球員陳文俊執教，8月中正式開操。2019年8月27日由領隊吳國雄在元朗大球場低調地舉行拜神切燒豬儀式，由元朗足球會主席王德信(王威信胞弟)主持大局，介紹新一季球員職球員名單。元朗今季聯賽第一週比賽在2019年8月31日黃昏5時30分在主場元朗大球場對東方。
2020年2月1日，在將軍澳足球訓練中心下半季開操、郭嘉諾主教練重返元朗擔任主教練、教練陳文俊變回助教。
2020年4月30日，香港足球總會宣佈2019-2020球季中銀人壽香港超級聯賽復賽的最新安排，佳聯元朗表示將不會參與本季餘下賽事。

### 自降甲組（2020年－ ）
2020年6月12日，香港足球總會宣佈2020-2021球季佳聯元朗不會參加中銀人壽香港超級聯賽。大量主力球員離隊，包括龍門葉嘉宇、龍門陳嘉豪、中場黃晉軒、清道夫羅振庭、中堅曾至孝等球員。
而2020-2021球季，元朗區議會曾與香港飛馬商討區議會撥款事宜，並改球隊名稱為天水圍飛馬，重返元朗大球場做主場，唯最後天水圍飛馬不獲批成為地區足球屬會，區議會擱置撥款。元朗足球會新賽季只有三百萬班費，決定自降甲組，簽入陳衍光、安基斯、安達等球員。
2024-2025球季陣容：周詠熙，陳瑋樂，外援Soumah Ousmabe，袁浚東，陳嘉晉，賴文飛，龍門謝偉楠，梁善豐，前鋒李藹軒，施晉軒，周祺，盧梓杰，前锋黃智康，左翼黃晉軒，成丹迪，黃曉嵐，右後衛鄭璟昊，中堅何浚皓，張顥覺，鄭俊，蔡子鍵，陳開雲，外援Malekos,Adam James，前鋒熊健沂，前鋒袁立翔。

## 球迷文化

### 元朗足球
元朗隊特色是植根地區，每逢主場賽事，都有一班小朋友及家長入場支持打氣，溫馨親子氣氛濃厚。

### 元朗魂
2018年在Youtube、Facebook成立「元朗魂」頻道，不定期拍攝球迷球隊片段、不定期直播一隊及青年軍賽事，以此主動地為元朗隊作出宣傳，凝聚更多歸屬感。 數首英文打氣歌亦誕生「Oh when YuenLong」「Gooo... YuenLong」「Hi ho Fabio」。

## 球隊名字以及冠名變遷
| 年度           | 球隊中文名稱 | 球隊英文名稱         | 冠名贊助 / 主要贊助 |
| -------------- | ------------ | -------------------- | ------------------- |
| 1960年－2013年 | 元朗         | Yuen Long            | 無                  |
| 2013年－2015年 | 天行元朗     | I Sky Yuen Long      | 天行國際            |
| 2015年－2016年 | 元朗         | Yuen Long            | 板長壽司            |
| 2016年－2017年 | 九巴元朗     | KMB Yuen Long        | 九龍巴士            |
| 2017年－2018年 | 陽光元朗     | Sun Bus Yuen Long    | 陽光巴士            |
| 2018年－       | 佳聯元朗     | Best Union Yuen Long | 佳聯冰鮮禽畜        |

## 球會榮譽
| 榮譽                       | 次數        | 年度                                               |
| 本 土 聯 賽                | 本 土 聯 賽 | 本 土 聯 賽                                        |
| -------------------------- | ----------- | -------------------------------------------------- |
| 甲組聯賽 冠軍              | 1           | 1962–1963年                                        |
| 乙組聯賽 冠軍              | 1           | 2012–2013年                                        |
| 本 土 盃 賽                |             |                                                    |
| 高級組銀牌 冠軍            | 2           | 1967–1968年、2017–2018年                           |
| 足總盃 冠軍                | 1           | 1978–1979年                                        |
| 初級組銀牌 冠軍            | 1           | 2012–2013年                                        |
| 全港業餘盃賽 冠軍          | 4           | 1998–1999年、1999–2000年、2000–2001年、2001–2002年 |
| 全港運動會（五人足球）金牌 | 3           | 2013年, 2019年, 2024年                             |

## 歷年賽季成績
| 賽季      | 組別 | 隊數 | 聯賽名次  | 聯賽成績 | 聯賽成績 | 聯賽成績 | 聯賽成績 | 平均每場入場 人數（港超聯賽） | 香港高級組銀牌 | 香港菁英盃 | 香港足總盃 | 香港足總盃 初級組 | 香港聯賽盃 |
| 賽季      | 組別 | 隊數 | 聯賽名次  | 勝       | 和       | 負       | 總分     | 平均每場入場 人數（港超聯賽） | 香港高級組銀牌 | 香港菁英盃 | 香港足總盃 | 香港足總盃 初級組 | 香港聯賽盃 |
| --------- | ---- | ---- | --------- | -------- | -------- | -------- | -------- | ----------------------------- | -------------- | ---------- | ---------- | ----------------- | ---------- |
| 2018-19年 | 港超 | 10   | 第七名    | 4        | 6        | 8        | 18       | 935                           | 半準決賽       | 亞軍       | 準決賽     | ---               |            |
| 2019-20年 | 港超 | 10   | 成績取消# | -        | -        | -        | -        |                               | 第一圈         | 分組賽     | 半準決賽   | ---               |            |

- # 因應2019冠狀病毒病疫情，港超聯需要自2020年2月起暫停賽事，元朗不會參與復賽後餘下的賽事，所以會按賽事章則D.8項所示，所有比賽紀錄從聯賽榜中剔除。